# برج سباو

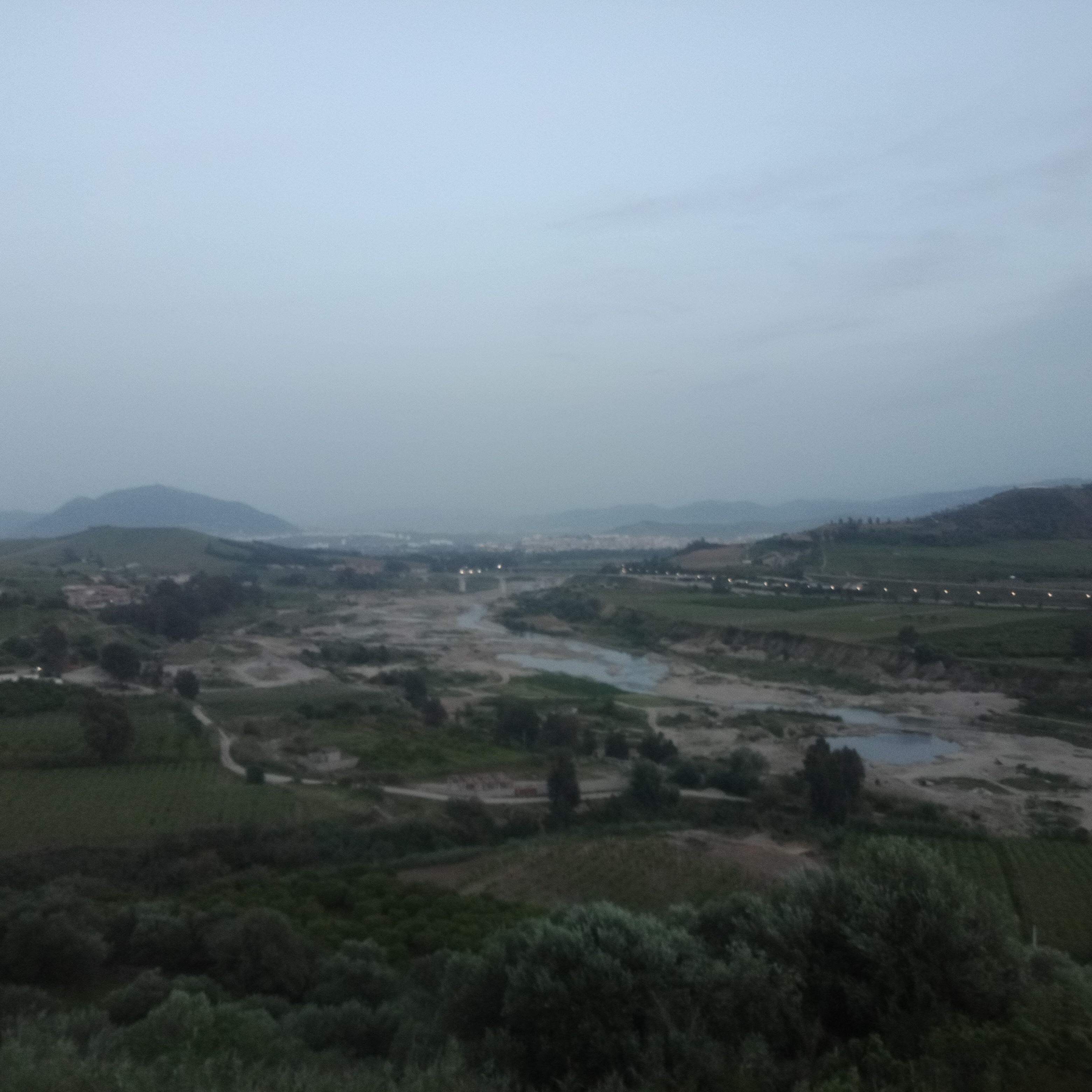

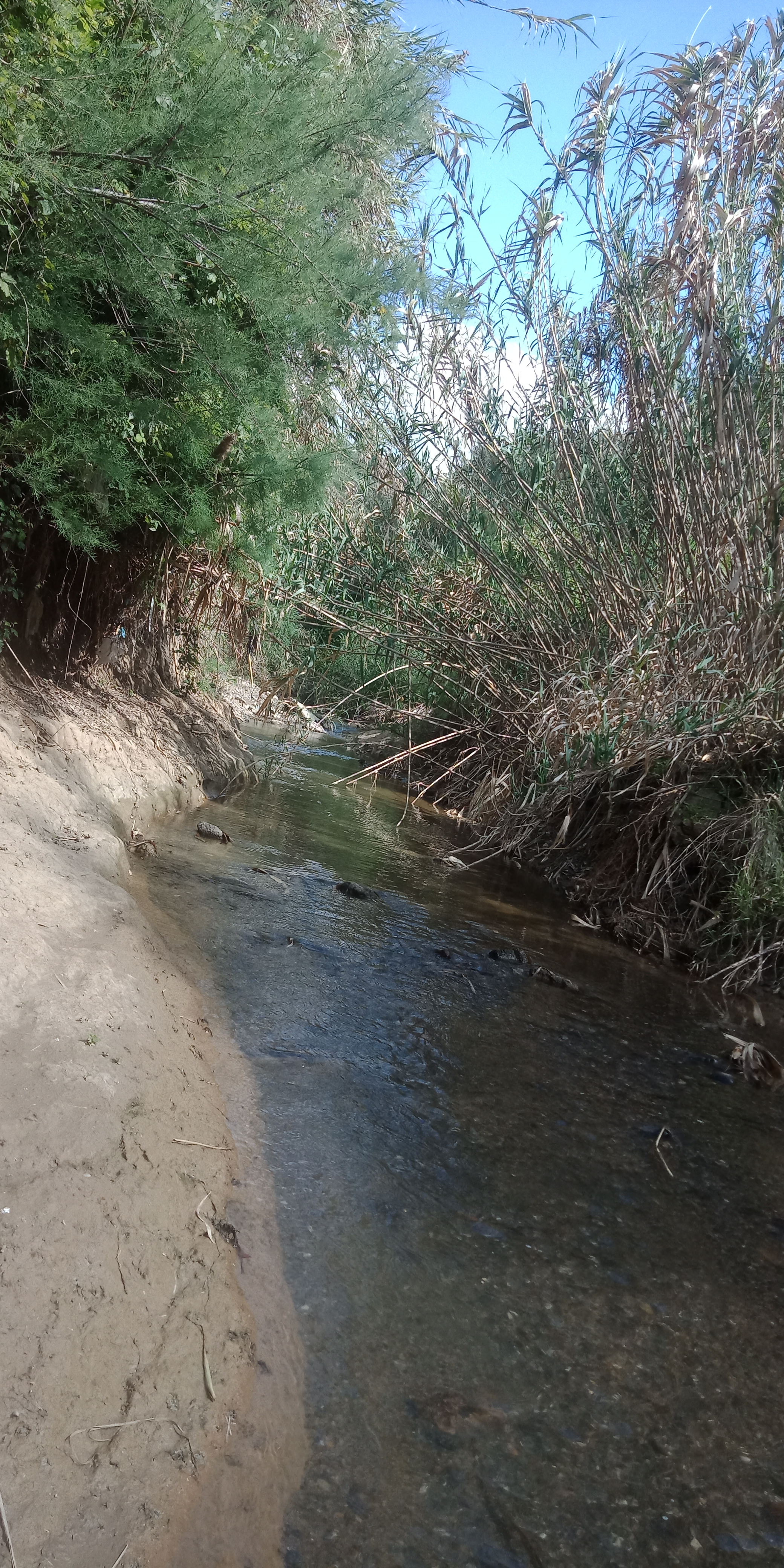

قرية برج سباو تقع في بلدية سيدي نعمان دائرة ذراع بن خدة ولاية تيزي وزو على الضفة الشمالية الغربية لواد سيباو.

## الموقع الجغرافي والتضاريس

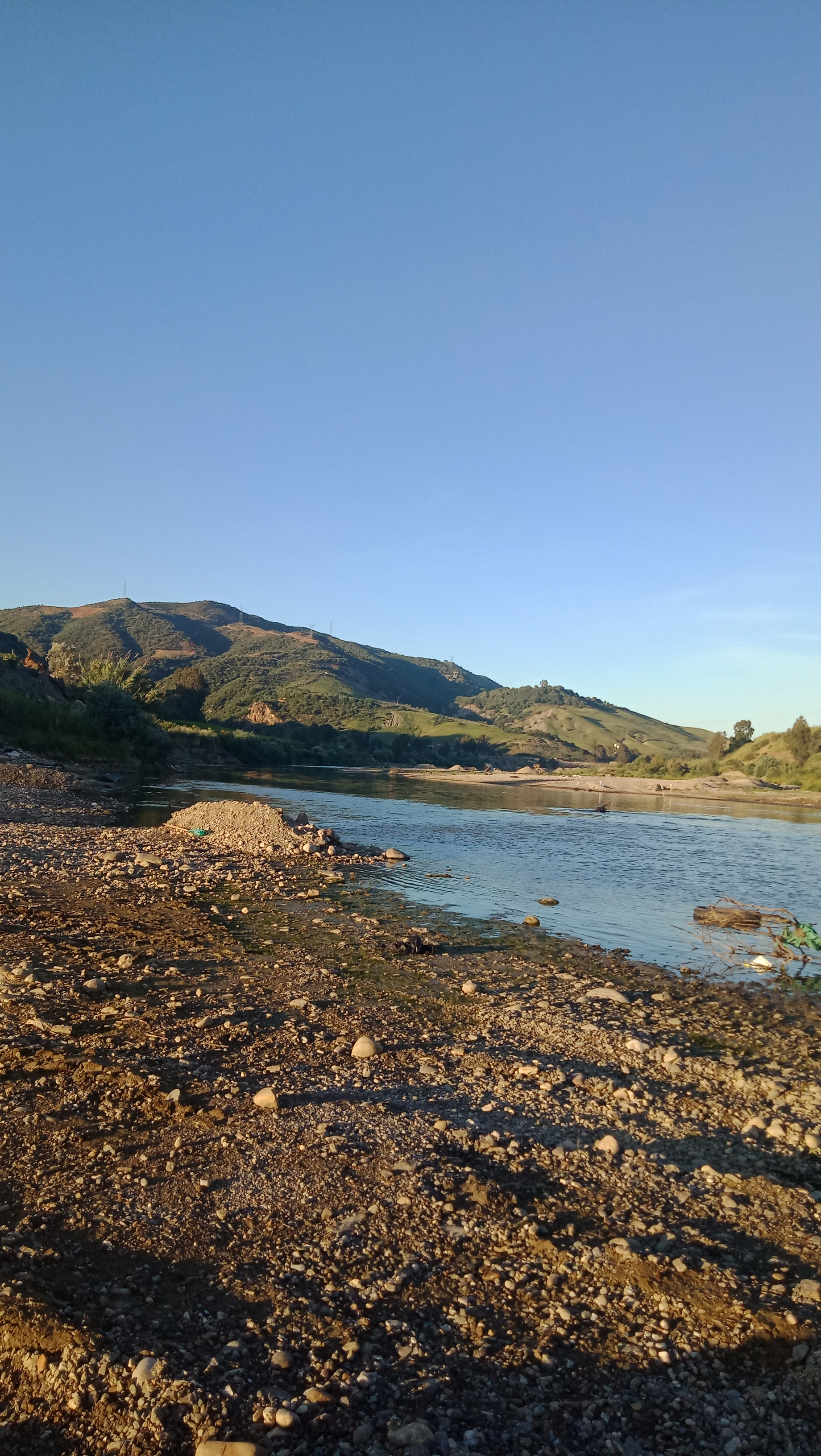

قرية برج سباو هي أول قرية في ولاية تيزي وزو عند الدخول من ولاية بومرداس عبر الطريق الولائي رقم 224 الرابط بين بين جسر سيدي نعمان وبلدية بغلية. تقع على تلة طويلة على ضفة واد سباو ويوجد بها واد صغير يسمى واد الرحى حيث بني جسر صغير. قرية برج سباو تنقسم إلى ثلاث مناطق صغير وهي 1. الهوارة (أكبر تمركز للسكان) 2. الذراع (أعلى منطقة ولها نظرة شاملة لواد سباو والجبال المحيطة بالقرية ) 3. الزمالة وهي أصغرهم وتطل كذلك على وادي سباو وجبل سيدي علي بوناب. يبلغ سكان قرية برج سباو حوالي 800 نسمة.

## التاريخ
أنشأ العثمانيون سنة 1720 برجا على قمة التلة المطلة على القرية وكان يعتبر حصنا وقاعدة عسكرية للحد من تمرد قبائل عمراوة المجاورة وكذلك لتحصيل الضرائب لفادئدة دار السلطان في الجزائر العاصمة. أول من عين حاكما هو الخوجة وكان مرفوقا بأمنة المخزن وبعض الخيالة والجنود لحراسة الحصن.
تعتبر القرية من أول المناطق التي سقطت تحت سيطرة الفرنسيين أثناء توسعهم في منطقة القبائل واستخدم المعمرون الفرنسيون السكان المحليين في الزراعة والفلاحة. أثناء حرب التحرير قام العديد من البرجيين بالالتحاق بصفوف جيش التحرير واستشهد العديد منهم أمثال سوماني جسين الذي سميت مدرسة القرية تخليدا لذكراه وقسنطيني أحمد الذي سمي المركز الصحي في القرية باسمه وكذلك لمليكشي لوناس الذي سمي به حي قديم في مدينة ذراع بن خدة.

## النشاط الاقتصادي
تعتبر الفلاحة أهم نشاط اقتصادي لسكلن القرية حيث ترتكز الزراعة فيها على العنب والحمضيات كالبرتقال والليمون و كذلك الزيتون والرمان و الكثير من الخضروات. و يهتم سكان القرية بتربية الغنم والأبقار و الماعز والدجاج.
للأسف أدى النهب العشوائي للرمال في وادي سباو إلى فقدان الطبقة الرملية التي تعتبر أساسية في تصفية المياه مما أدى إلى تلوث مياه الواد بسبب التفريغ العشوائي للمياه المستعملة والنفايات المنزلية والصناعية. و لذلك يشتكي سكان القرية من مشكل نقص المياه في فصل الصيف وتكاثر البعوض والروائح الكريهة.

## المنشئات
لا يوجد العديد من المنشئاة الحكومية في قرية برج سباو عدا المدرسة الابتدائية والمركز الصحي. أما الملعب الوحيد في القرية فهو في حالة كارثية حيث يمتلئ بالمياه والأوحال في الشتاء مما يجعله غير صالح لممارسة كرة القدم أو رياضة أخرى مع العلم أن الطريق المؤدي إلى الملعب غير معبد كلية.

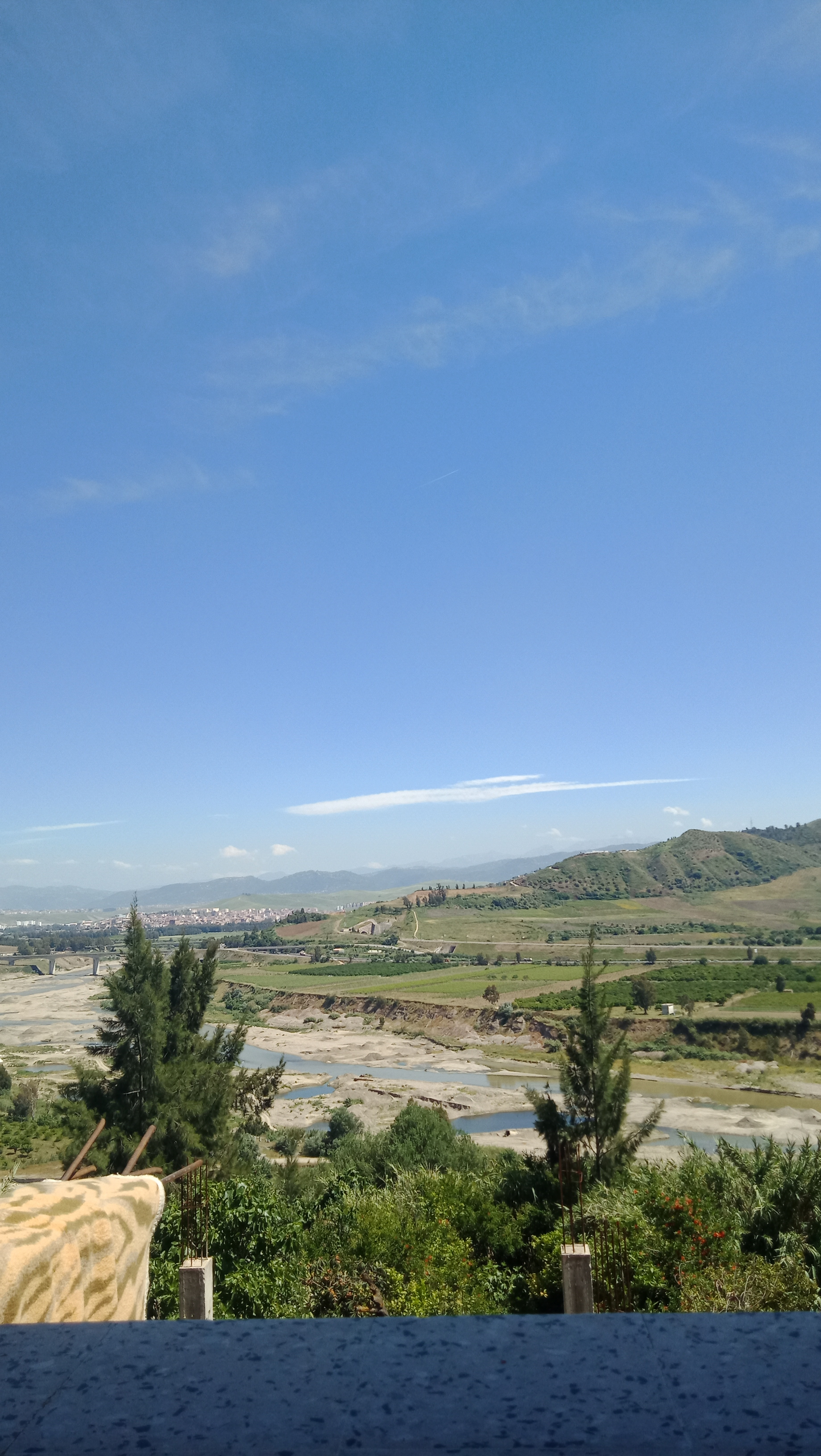